# Multihead
Multihead é como se chama em informática a ligação de mais de um monitor e periféricos em um único gabinete.Multihead é o termo inglês, mas em português costuma-se falar multiterminal.A prática possibilita que várias pessoas possam trabalhar simultaneamente cada diante de um monitor, sendo que apenas um gabinete seja utilizado.
Muito bom para quem deseja economizar e não comprar mais de um gabinete, já que é comum usar até cinco monitores em um só gabinete.